# 小玉晋平
小玉 晋平（こだま しんぺい、1983年3月12日 - ）は、四国放送の男性アナウンサー。愛知県春日井市出身。身長は174cm。

## 人物
2006年に早稲田大学政治経済学部経済学科卒業後、四国放送に入社。

## 概要
- 中日ドラゴンズの熱烈なファンだが、パ・リーグにも詳しい。このため、関西在住のパンクバンド、ガガガSPのボーカルでプロ野球ファンであり、パ・リーグを支持しているコザック前田とは“野球狂”つながりの友人。2008年1月24日（木）、小玉がDJを務めるラジオ番組バンリクで前田が番組内で「仕事で絡むのは初めて」と発言している[要出典]。野球観戦の際は、外野席で応援団に混ざって中日ドラゴンズの選手別応援歌もしっかり歌って応援するとのこと。
- バンリク出演の際に呼び名募集で鉄道ファンであることを明かした。
- 担当している音楽番組バンリクではアニメソングリクエスト、サタデーナイトフィーバー「青春のアイドルをさがせ」というコーナーを立ち上げて、大好きなアイドルや声優、アニメソングについて持論を展開した。大学時代は田村ゆかりと堀江由衣のユニットやまとなでしこや水樹奈々のファンで、コンサートにも足を運んでいた。
- 2008年10月から担当になった「えんやこらワイド」では、11時15分頃から「ウィークリーオリコンランキング」というコーナーを進行していて、DJ調の喋りでJ-POPのヒットチャートを紹介していた。
- 2016年4月から始まった「ラジオ大福」ではずばり!タコ介と二人で金曜日のスタジオを担当、ずばり!タコ介の持ちギャグをやってはツッコまれている。
- 競馬観戦が好きで、たまに番組内でG1の予想をすることもある。好きな競走馬はサイレンススズカ、セイウンスカイ、ツインターボ、メジロパーマー、ダイワスカーレットといった逃げ馬。
- 徳島県鳴門市出身のシンガーソングライター板東道生の歌う「ミラクルラジオアワー」のCDを2010年の四国放送ラジオまつりで発売することが決まったが、一緒に協力していた小玉は「ラジオまつりの2日間に1269枚売り切らなければ自分が責任を取って坊主になる」とラジオで公言。しかし、CDの売り上げが目標枚数を達成できなかったため、公約通り坊主になった。なお、坊主になる模様は10月2日の土曜ワイド徳島の中で公開生放送され、多くのリスナーが見守る中、笑福亭学光をはじめ四国放送の各部の責任者が小玉の頭にはさみを入れた。
- テンションパーマ、四星球、ナッパの家族と面識があり、徳島のライブにはよく顔を出している。
- 大学時代は早稲田大学アナウンス研究会に所属。1学年下の後輩に声優の小野友樹[1]がいる。
- 「NO MUSIC,NO LIFE」を公言する程の音楽好きで、バンリクの曲紹介の後に薀蓄や感想を話すことがしばしばある。
- カラオケの十八番は山下達郎。
- リスナーからは小玉師匠、ダジャレ界の兵、シンペー兄さんと呼ばれている。
- 趣味は音楽鑑賞、スポーツ観戦、歴史探訪、特技は子供の頃病弱でそれを克服するため始めた水泳、口笛、ダジャレ。
- 好きな食べ物は鰻、麺類、鍋物、西瓜。
- 好きな言葉はラッキー、温故知新。
- 2017年に結婚。

## 出演

### テレビ番組

#### 現在
- 徳島新聞ニュース（不定期）
- news every.第1部徳島ローカルパート枠（不定期）
- フォーカス徳島 - 金曜日メインキャスター
- DAZN用Jリーグ中継「徳島ヴォルティスホームゲーム」実況アナウンス
- ゴジカル! - ニュース担当（不定期）

#### 過去
- あさ630 - 毎週水曜日の「あさ6なるほど情報室」内で眼鏡をかけスーツ姿で出演していた。2010年3月で放送終了。
- 撮りたい放題 JRTビデオ広場
- ゴジカル! - メインMC、アシスタントMC

### ラジオ番組

#### 現在
- バンリク - 2006年10月の放送開始当初は木・金担当、2007年4月からは土曜日も担当、2008年10月からは土曜日のみ担当、2010年4月から月曜日担当、2011年4月からは木曜日担当、現在は火曜日担当。バンリクを担当しているアナウンサーでは、唯一、番組開始当初から担当を続けていた。2021年3月[要出典]をもってバンリクのパーソナリティを卒業した。
- JRTラジオ夕刊（不定期）
- 徳島新聞ニュース/JRTニュース
- えんやこらワイド - 2008年10月から木・金曜日担当、2010年4月から水曜日担当
- 徳島すぽーつ倶楽部 - 2010年4月から2011年3月まで担当
- 小玉晋平のあなたと夜と音楽と - 2014年4月放送開始
- 小玉晋平のミュージックランドスケープ
- 徳島駅伝実況
- 徳島インディゴソックス実況・リポーター
- ラジオ大福（木曜日→月・火曜日）

過去
- えんやこらワイド
- きかなきゃソンソンアニソン尊!! - 2011年10月小玉晋平のきかなきゃソンソンアニソン尊！として放送開始、2022年10月よりパーソナリティが島川未有と週替りとなったことから現在のタイトルになる。西日本放送、高知放送でもネットし、四国3局で放送されていた。2024年3月放送終了。